# فرودگاه بالی
فرودگاه بالی فرودگاهی عمومی واقع در بالی در کشور روسیه است.